# 萨莫拉·马谢尔大桥
萨莫拉·马谢尔大桥（葡萄牙语：Ponte Samora Machel）是一座莫桑比克的跨越赞比西河的桥梁，这座桥以莫桑比克首任总统萨莫拉·马谢尔的名字命名。
大桥连接着太特和莫阿蒂泽。

## 引用
1. ↑  . Macauhub. 2008-04-23  [2017-08-18]. （原始内容存档于2017-08-18）.